# Polana nidula
Polana nidula är en insektsart som beskrevs av Delong och Freytag 1972. Polana nidula ingår i släktet Polana och familjen dvärgstritar. Inga underarter finns listade i Catalogue of Life.